# Новониколаевский сельсовет (Красноярский край)
Новониколаевский сельсовет — сельское поселение в Иланском районе Красноярского края.
Административный центр — село Новониколаевка.

## География
Расположено на реке Пойма (бассейн реки Бирюса) 55 км южнее г. Иланский.

## История села Новониколаевка
Село Новониколаевка (раньше называлось деревня Ново-Никольск) было основано в 1903 году переселенцами из Западной Сибири, Белоруссии. Деревня Ново-Никольск, а теперь село Новониколаевка названо в честь правившего в то время императора Николая II.

## Население
| 2010 | 2012  | 2013  | 2014  | 2015  | 2016  | 2017  |
| ---- | ----- | ----- | ----- | ----- | ----- | ----- |
| 1737 | ↘1692 | ↘1671 | ↘1664 | ↗1666 | ↘1645 | ↘1638 |

## Состав сельского поселения
В состав сельского поселения входят 5 населённых пунктов:
| № | Населённый пункт | Тип населённого пункта       | Население |
| - | ---------------- | ---------------------------- | --------- |
| 1 | Абакумовка       | деревня                      | ↘6        |
| 2 | Агул             | посёлок                      | 90        |
| 3 | Береж            | посёлок                      | 1         |
| 4 | Новониколаевка   | село, административный центр | 1471      |
| 5 | Прокопьевка      | деревня                      | 169       |

## Экономика
- Предприятия ж/д транспорта;
- Лесообрабатывающие предприятия;
- Сельское хозяйство;

## Транспорт
Железнодорожная станция Абакумовка.

## Связь
Операторы мобильной телефонной связи
- Билайн
- Мегафон
- МТС